# Ifeanyi Chiejine
Ifeanyichukwu Stephanie Chiejine (* 17. Mai 1983 in Lagos; † 21. August 2019) war eine nigerianische Fußballspielerin.

## Leben
Chiejine wurde in Lagos geboren und besuchte hier die Awodi-Ora Secondary School, an der sie 2001 ihren Abschluss machte. Am 21. August 2019 starb Chiejine nach kurzer Krankheit.

### Vereinskarriere
In ihrer Heimat begann sie ihre Karriere in der renommierten Pepsi Football Academy. Es folgten Stationen in der Nigeria Women Football League (NWFL) für die FCT Queens, die Pelican Stars und die Bayelsa Queens. Es folgten anschließend Stationen in den USA auf Leihbasis von Bayelsa Queens bei FC Indiana in der W-League, in Finnland bei KMF Kuopio und PK-35 Vantaa in der Naisten liiga sowie der Russian Supreme Division bei Swesda Perm. Ab Sommer 2013 stand sie in Kasachstan beim UEFA-Women’s-Champions-League-Teilnehmer CSHVSM Almaty unter Vertrag.

### Karriere in der Nationalmannschaft
Chiejine war Nationalspielerin für Nigeria. Bei ihrer ersten Teilnahme an einer Weltmeisterschaft 1999 wurde sie im Alter von 16 Jahren und 34 Tagen im Spiel gegen Nordkorea eingesetzt. Damit ist sie die bis heute jüngste bei einer Frauen-WM eingesetzte Spielerin. Sie nahm auch an den Weltmeisterschaften 2003 und 2007 teil. Zudem spielte sie bei den Olympischen Sommerspielen 2000 in Australien und 2008 in China. Chiejine lief bei insgesamt 61 Länderspielen auf und erzielte 15 Tore.